# Martine Chevallier
Martine Chevallier (Gap, 1949) è un'attrice francese, attiva in campo teatrale e cinematografico. Nel 2021 viene premiata come miglior attrice al Premio Lumière.

## Biografia
Frequenta il Conservatoire national supérieur d'art dramatique a Parigi, diplomandosi nel 1974. Dal 1986 è membro della Comédie-Française.

## Filmografia
- Jefferson in Paris, regia di James Ivory (1995)
- Sauf le respect que je vous dois, regia di Fabienne Godet (2005)
- Mauvaise foi, regia di Roschdy Zem (2006)
- Sarà il mio tipo? (Pas son genre), regia di Lucas Belvaux (2014)
- Due (Deux), regia di Filippo Meneghetti (2019)
- Il ballo delle pazze (Le bal des folles), regia di Mélanie Laurent (2021)

## Doppiatori italiani
- Tiziana Avarista in Due

## Premi e riconoscimenti
Premio Lumière
2021 - Miglior attrice per Due
Premio César
2021 - Candidatura miglior attrice per Due